# Kölnische Franziskanerprovinz

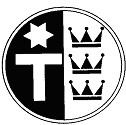
Logo der Kölnischen Franziskanerprovinz von den Heiligen Drei Königen

Die Kölnische Franziskanerprovinz von den Heiligen Drei Königen (Colonia) war eine Ordensprovinz der Franziskaner. Sie wurde erstmals 1239 gegründet und bestand mit einer Unterbrechung infolge der Säkularisation bis 2010, als sie mit den drei anderen deutschen Provinzen zur Deutschen Franziskanerprovinz fusionierte. Vor der Fusion erstreckte sie sich über das westliche Ruhrgebiet, das Rheinland, die Eifel, den Hunsrück und das Saarland bis zur Pfalz und damit in etwa über das Gebiet der preußischen Rheinprovinz.

## Geschichte

### Gründung und Entwicklung bis zum 18. Jahrhundert
Die Colonia schaute auf eine lange, fast 800-jährige Geschichte zurück: 1209 gründete Franz von Assisi seine Gemeinschaft, die 1210 von Papst Innozenz III. bestätigt wurde. Schon im Jahr 1222 kamen die ersten Franziskaner nach Köln, das daraufhin zum Zentrum der ursprünglich einzigen deutschen Provinz Teutonia wurde. Weil sich die franziskanische Bewegung auch in Deutschland mit erstaunlicher Schnelligkeit entfaltete, wurde die Teutonia bereits 1230 in eine rheinische (Provincia Rheni) und eine sächsische Provinz (Provincia Saxonia) geteilt. Eine weitere Neuumschreibung der deutschen Provinzen erbrachte beim Generalkapitel des Ordens 1239 in Rom die Teilung der rheinischen in die Provincia Argentina (Oberdeutsche Provinz, Straßburg) und die Provincia Colonia (Niederdeutsche Provinz).
Das Generalkapitel von 1260 legte die Einteilung der Colonia in sieben Kustodien fest: Köln, Trier, Hessen, Westfalen, Holland, Deventer und Brabant. 1282 hatte die Provinz bereits 80 Klöster und war damit nach der Aquitanischen die zweitgrößte Provinz des ganzen Ordens. 
Um die Mitte des 14. Jahrhunderts litt die Provinz Colonia wie auch ihre Nachbarprovinz Saxonia stark unter dem Ausbruch der Pest. Nach Schätzungen könnten zwei Drittel der Brüder
der Seuche zum Opfer gefallen sein, in manchen Konventen blieben nur einzelne am Leben. Die Franziskaner versorgten unter Gefährdung des eigenen Lebens in dieser Notlage die Kranken und standen den Sterbenden bei.
Ausgehend von Italien entwickelte sich ab dem 14. Jahrhundert im Orden eine observante Reformbewegung, die eine strenge Auslegung der Ordensregeln, insbesondere des Armutsgelübdes, verfolgte. Über Frankreich kam die Bewegung auch nach Deutschland. Das Konzil von Konstanz hatte 1414 in seiner Konstitution Supplicationibus den Brüdern der strengen Observanz (stricta observantia regularis) erlaubt, sich in allen Provinzen des Ordens niederzulassen. Als erste observante Niederlassung in der Colonia wurde 1439 in Gouda ein neues Kloster gegründet.
1519 bildete die Provinz auf ihrem Provinzkapitel in Middelburg drei Kustodien: eine Holländische, eine Brabantische und eine Rheinische Kustodie. Die Klöster der Colonia schlossen sich wie die der Saxonia und der Thuringia im 17. Jahrhundert innerhalb der Observanz-Bewegung sämtlich den Rekollekten an, so dass es nicht zu einer Spaltung der Provinz in dieser Frage kam.

### 19.–21. Jahrhundert
Die kölnische Provinz hatte am Ende des 18. Jahrhunderts, vor der Säkularisation, um die tausend Brüder in 38 Klöstern. Die französische Besatzungsregierung hob 1802 die linksrheinischen Klöster der Provinz auf, die rechtsrheinischen fielen 1804 einem Erlass der bayrisch-pfälzisch-bergischen Regierung zum Opfer. Die Provinz war zivilrechtlich aufgehoben, kirchenrechtlich bestand sie aber weiter. Der Konvent in Hardenberg-Neviges blieb faktisch bestehen und trat in den Verband der Provinz Saxonia ein, von der fünf Konvente weiterbestanden. An mehreren Orten gelang es der Sächsischen Ordensprovinz in der zweiten Hälfte des 19. Jahrhunderts, Konvente wiederzugründen, nachdem der preußische König Friedrich Wilhelm IV. den Franziskanern am 27. November 1843 die Aufnahme von Novizen – zunächst noch mit jeweiliger Einzelgenehmigung – und die Wahl eines Provinzials wieder gestattet hatte. Von 1854 bis 1852 hieß die Saxonia „Rheinisch-westfälische Provinz vom heiligen Kreuz“.
Um die Wende zum 20. Jahrhundert entstanden Bestrebungen, die alte Kölnische Provinz wieder zu begründen, vor allem in den Reihen der Brüder mir rheinländischer Abstammung. Der Generalvisitator der Saxonia, P. Chrysostomus Luft, empfahl 1900 im Abschlussbericht seiner Visitation die Trennung der rheinischen Klöster von der Saxonia. Dies waren Düsseldorf, Remagen, Aachen, Mönchengladbach, Bonn-Kreuzberg, Köln, Marienthal und Ehrenstein, 1903 kam Essen hinzu, 1909 St. Thomas und 1916 Euskirchen. Der Generalminister des Franziskanerordens, P. Aloysius Lauer, unterstützte diese Tendenzen, weil er hoffte, das Übergewicht der italienischen Provinzen könne durch Schaffung neuer Provinzen außerhalb Italiens eingeschränkt werden; er forderte das Provinzkapitel der Saxonia auf, die Frage zu behandeln, und beauftragte den Provinzdefinitor der Saxonia, den Rheinländer Odorikus Ries, mit entsprechenden Vorbereitungen. Provinzkapitel und Definitorium bearbeiteten das Anliegen jedoch hinhaltend, es gab mehrere unentschiedene Abstimmungen.  Das Provinzkapitel der Saxonia lehnte das Ansinnen 1900 mit Hinweis auf die bevorstehende Abtrennung der Schlesischen Provinz ab; auch wurde eingewandt, die Saxonia habe für eine weitere Trennung zu wenige Konvente und qualifizierte Obere. Die Diskussion unter den Brüdern wurde teilweise so heftig geführt, dass Generalminister Dionysius Schuler, Nachfolger des 1901 gestorbenen Aloysius Lauer, 1903 eingriff und die Wiedererrichtung der Colonia ablehnte und die weitere Diskussion untersagte. Auch durch den Ausbruch des Ersten Weltkriegs gab es zunächst keine weitere Entwicklung.
Am 17. April 1929 konnte die Kölnische Franziskanerprovinz dann doch wiederbelebt werden, indem die im Rheinland (in den Diözesen Köln und Trier) gelegenen Konvente der Sächsischen Provinz von dieser abgetrennt wurden, nachdem es „Spannungen“ zwischen dem westfälischen und dem rheinischen Teil der Saxonia gegeben hatte. Ungeachtet ihres Namens Colonia befand sich der Sitz der Provinzleitung (Provinzialat) in Düsseldorf, nachdem die Saxonia nach der Trennung ihr Provinzialat von dort ins Kloster Werl verlegte. Das Noviziat befand sich nach der Trennung im Kloster in Aachen.
Die Patrone der Provinz waren die Heiligen Drei Könige, deren Gebeine – der Tradition zufolge – im Kölner Dom verehrt werden.
Die Provinz entsandte nach 1929 19 Mitglieder nach China, das seit 1904 Missionsgebiet der Sächsischen Franziskanerprovinz war. Nach 1945 waren Brüder der Colonia für mehrere Jahrzehnte auf Taiwan tätig.
Am 1. Juli 2010 fusionierte die Kölnische Franziskanerprovinz mit den drei anderen deutschen Provinzen zur Deutschen Franziskanerprovinz von der Heiligen Elisabeth mit Sitz in München.

## Niederlassungen der wiedererrichteten Provinz
| - Franziskanerkloster Aachen (1860–1967) - Bonn, Kreuzberg (1889–1968) - Bonn-Bad Godesberg (Missionszentrale der Franziskaner, seit 1969) - Düsseldorf (1651–1804, seit 1853, 1897–1929 Provinzialat der Saxonia, 1929–2010 Provinzialat der Colonia) - Ehrenstein (1893–1953) - Essen (seit 1903) - Euskirchen (1916–2009) - Exaten bei Roermond (Niederlande) (1927–1967) - Hermeskeil (1923–2016) - Köln (1222–1804, 1890–1975) - Köln-Vingst (1993–2019) | - Marienthal (Westerwald) (1664–1813, 1892–1974) - Mönchengladbach (seit 1889) - Mörmter (1921–1977, seitdem Südbrasilianische Franziskanerprovinz) - Kloster Maria, Hilfe der Christen in Moresnet-Chapelle (1875–2006) - Hardenberg-Neviges (1676–2020) - Remagen (1857–2006) - Saarbrücken (1925–1999) - St. Thomas an der Kyll (1909–1942) - Vossenack (seit 1967) - Wuppertal (seit 1976; bestehend?) |

## Bekannte Mitglieder der Provinz
| - Heinrich von Werl - Hendrik Herp - Johann Spender - Dietrich Coelde - Antonius Broickwy - Nikolaus Ferber (auch: Nikolaus von Herborn, 1529–1532 Provinzial der Colonia) - Johannes Schneider (Bischof) - Flosculus Binterim - Elpidius Weiergans - Dionysius Ortsiefer | - Firminus Wickenhäuser - Thaddäus Soiron - Sophronius Clasen - Kajetan Eßer - Gerhard Dautzenberg - Matthias Utters - Laurentius Ulrich Englisch - Hans-Josef Klauck - Johannes-Baptist Freyer |

## Provinzialminister der wiedererrichteten Provinz
- 1929–1938 P. Suitbert Boemer; † 16. Oktober 1938[15]
- 1938–1941 P. Servatius Schittly
- 1941–1947 P. Cantius Stenz; † 1952
- 1947–1953 P. Antonellus Engemann
- 1953–1962 P. Edmund Kurten
- 1962–1974 P. Michael Nordhausen; † 17. Juni 2003
- 1974–1980 P. Landolf Wißkirchen; † 9. Oktober 2002
- 1980–1989 P. Herbert Schneider
- 1989–1990 P. Alexander Gerken; † 26. Dezember 2021
- 1990–1997 P. Peter Schorr
- 1997–2004 P. Klaus-Josef Färber; † 6. April 2015
- 2004–2010 P. Franz-Leo Barden

## Zeitschriften
- Wissenschaft und Weisheit. (1934–1994)
- Wissenschaft und Weisheit. Franziskanische Studien zu Theologie, Philosophie und Geschichte. (seit 1994, gemeinsam herausgegeben von der Kölnischen und der Sächsischen Franziskanerprovinz)